# Hemaris tityus
Hemaris tityus là một trong hai loài giống như bướm đêm sphingid xuất hiện ở Britain mà giả dạng gần như bumblebee. Nó phân bố rộng rãi, từ Ireland qua châu Âu ôn hòa đến dãy núi Ural, phía tây Xibia, Novosibirsk và the Altai. Có một số lượng riêng rẽ từ Thổ Nhĩ Kỳ đến bắc Iran.
Ấu trùng ăn các loài devil's-bit scabious (Succisa pratensis) và field scabious (Knautia arvensis).
Wingspan 40–50 milimét (1,6–2,0 in).

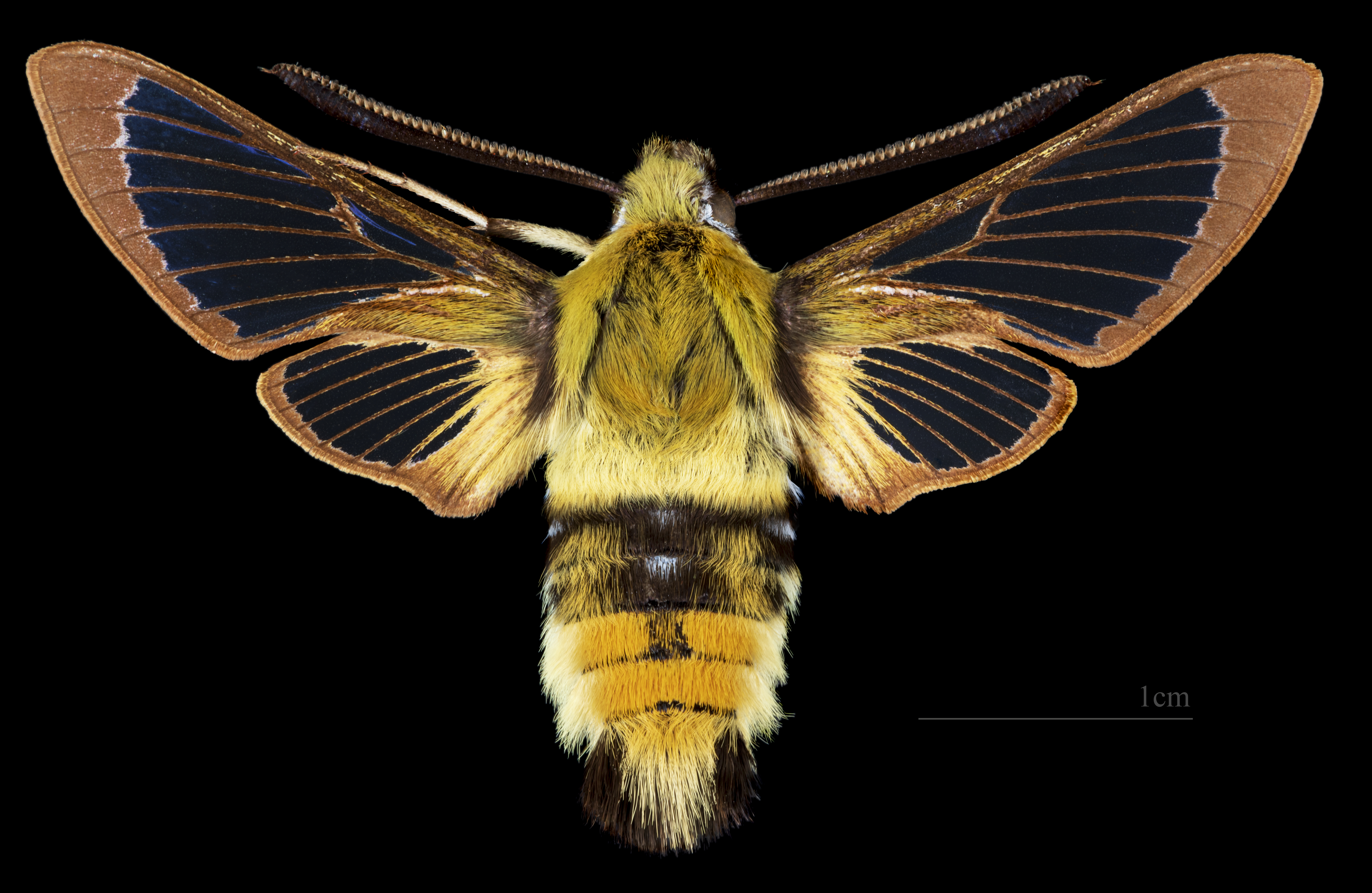
Hemaris tityus ♂
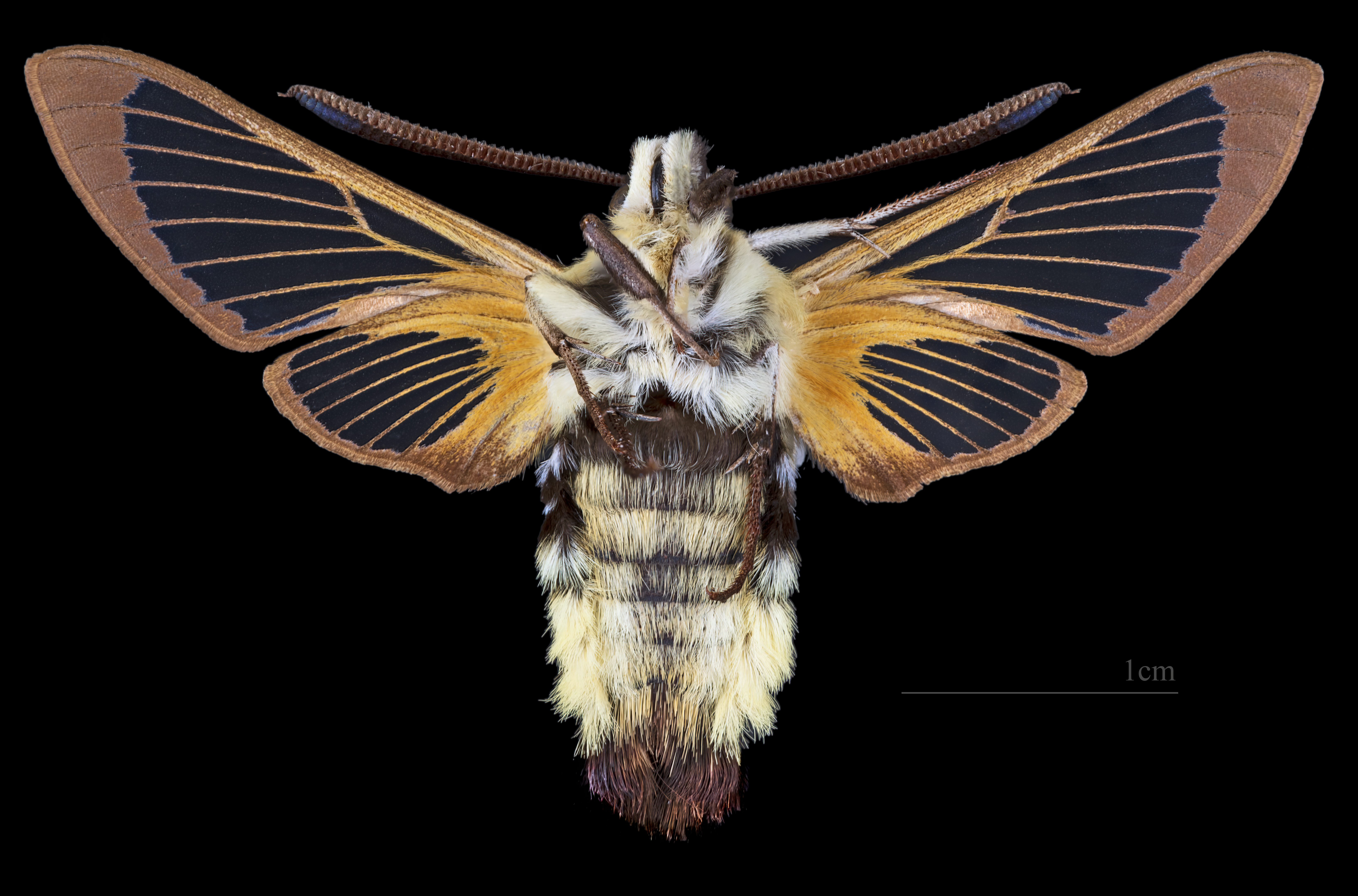
Hemaris tityus ♂   △
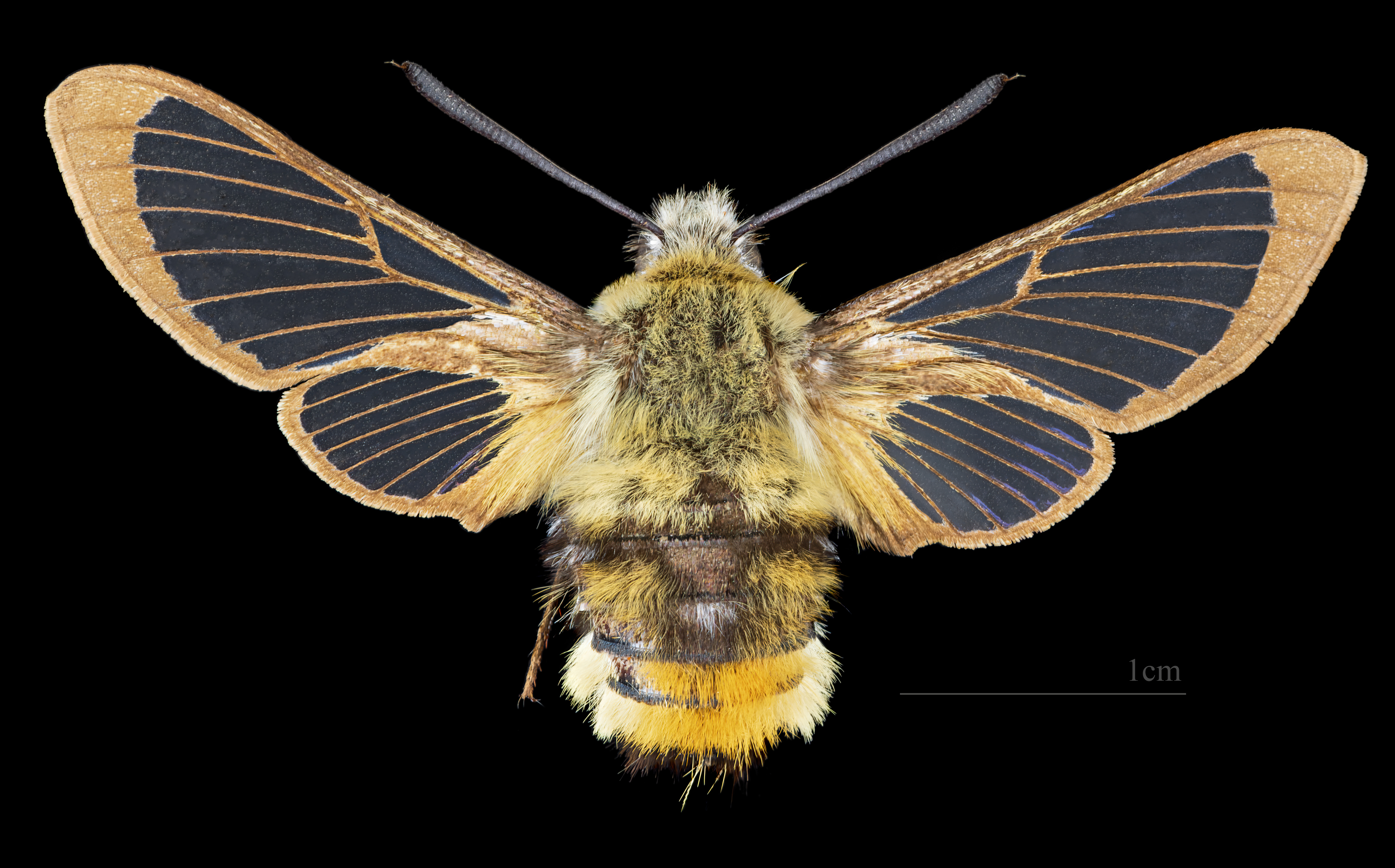
Hemaris tityus ♀
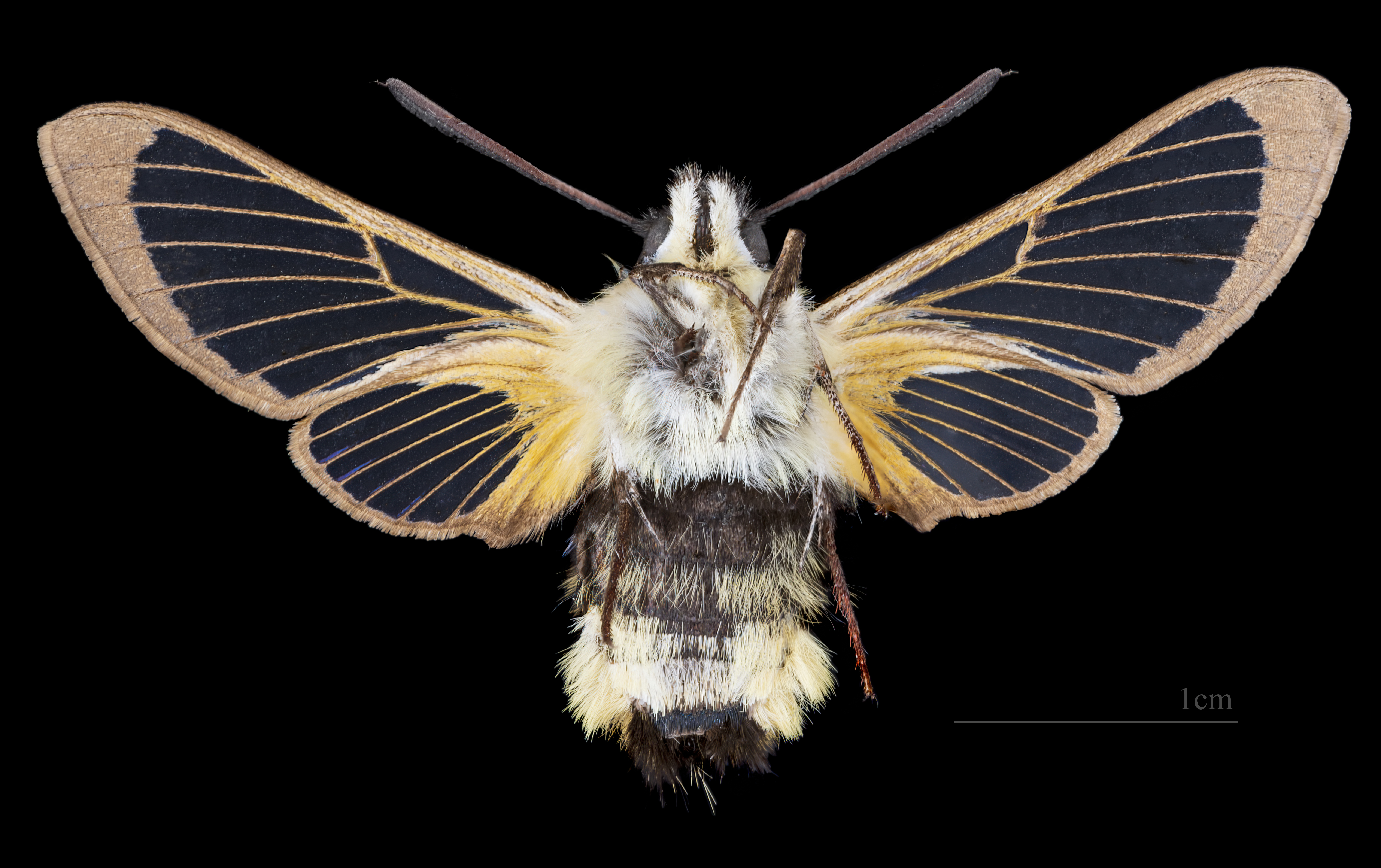
Hemaris tityus ♀ △

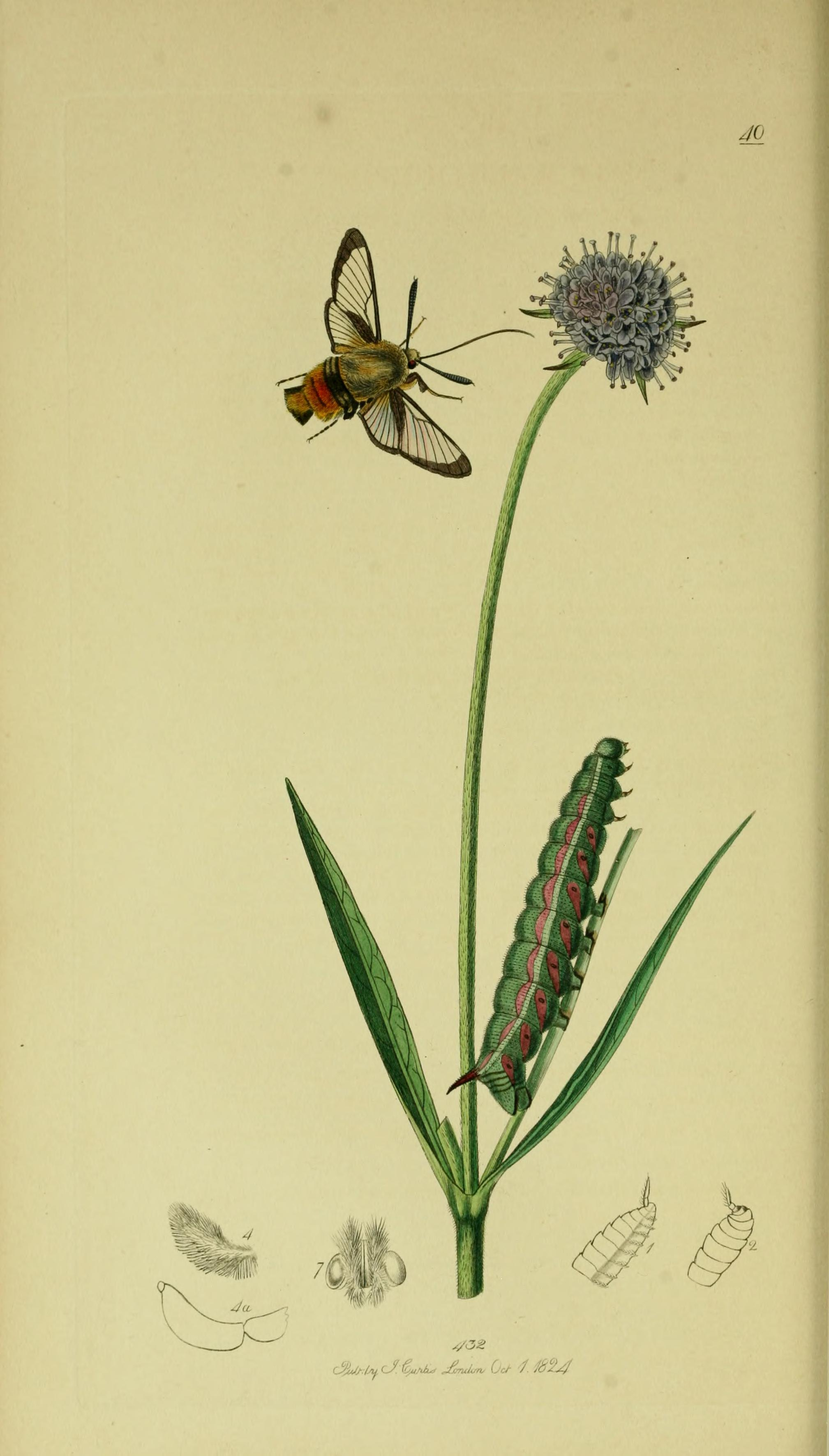
Illustration from John Curtis's British Entomology Volume 5